# Коробов, Феликс Павлович
Фе́ликс Па́влович Ко́робов (род. 24 мая 1972, Иркутск) — российский дирижёр и виолончелист, педагог. Народный артист Российской Федерации (2020), Заслуженный артист Российской Федерации (2008), заслуженный артист Республики Абхазия (2012), главный дирижёр Московского академического музыкального театра имени К. С. Станиславского и В. И. Немировича-Данченко, художественный руководитель Камерного оркестра Московской консерватории.

## Биография
В шестилетнем возрасте начал играть на виолончели и поступил в Свердловскую среднюю специальную музыкальную школу при Уральской государственной консерватории имени М. П. Мусоргского в класс профессора С. Ф. Пешкова.
Окончил Московскую государственную консерваторию по специальностям виолончель в 1996 году по классу профессора Марии Чайковской и оперно-симфоническое дирижирование в 2002 году по классу профессора Василия Синайского). В 1998 году там же окончил аспирантуру по специальности струнный квартет (класс профессора Андрея Шишлова). Среди его учителей выдающиеся педагоги Московской консерватории — Т. А. Гайдамович, А. З. Бондурянский, Р. Р. Давидян, К. С. Хачатурян.

### Творческая деятельность
В разные годы работал концертмейстером группы виолончелей Екатеринбургского Малого оперного театра (1990—1993) и концертмейстером группы виолончелей Государственной академической симфонической капеллы России под управлением Валерия Полянского (1996—2000).
В 1999 году начал карьеру дирижёра в Московском музыкальном театре имени К. С. Станиславского и В. И. Немировича-Данченко, где в 2002 году его дипломной работой стала постановка оперы Джузеппе Верди «Эрнани».
В 2000—2002 — ассистент главного дирижёра Государственного академического симфонического оркестра России, с которым подготовил ряд программ с участием Пласидо Доминго, Монсеррат Кабалье, Мстислава Ростроповича, осуществил ряд записей на CD и в качестве дирижёра вёл концерты в Большом зале Московской консерватории и Концертном зале имени П. И. Чайковского.
В 2003 году был приглашён для работы в театр «Новая опера», в 2004—2006 годы — главный дирижёр театра. Здесь он подготовил симфоническую программу с участием Юрия Темирканова и Натальи Гутман, концерт к 100-летию Д. Д. Шостаковича, дирижировал концертами с участием Элисо Вирсаладзе и Хосе Куры, «Синемафония» (к 60-летию Победы в Великой Отечественной войне), был музыкальным руководителем и дирижёром опер «Царская невеста» Н. А. Римского-Корсакова и «Норма» В. Беллини, спектакля «О Моцарт! Моцарт…», концертных программ «Романсы П. И. Чайковского и С.В Рахманинова», «Opera@Jazz». Дирижировал оркестром для записи альбома The Silent Force голландской симфо-метал группы Within Temptation.
С сентября 2004 года — главный дирижёр Московского музыкального театра имени К. С. Станиславского и В. И. Немировича-Данченко.
В 2011 году — с Камерным оркестром Московской консерватории участвует в проекте Телеканала «Культура» «Большая опера».

### Педагогическая деятельность
С 2007 года преподает на Кафедре оперно-симфонического дирижирования Московской государственной консерватории. Художественный руководитель и главный дирижёр Камерного оркестра Московской консерватории.

## Постановки вМузыкальном театре им. К.С. Станиславского и Вл.И. Немировича-Данченко
- 2003 — Золотой петушок Римский-Корсаков
- 2006 — «Травиата» Дж. Верди, режиссёр А. Титель
- 2006 — «Золушка» С. Прокофьева, балетмейстер О. Виноградов
- 2007 — «Чайка» на музыку Д. Шостаковича, П. Чайковского, А. Скрябина, Э. Гленни, балетмейстер Д. Ноймайер
- 2007 — «Евгений Онегин» П. Чайковского, режиссёр А. Титель
- 2008 — «Майская ночь, или Утопленница» Н. Римского-Корсакова, режиссёр А. Титель
- 2008 — «Гамлет (датский) (российская) комедия» В. Кобекина, режиссёр А. Титель
- 2008 — «Каменный цветок» С. Прокофьева, балетмейстер Ю. Григорович
- 2009 — «Неаполь» Н. В. Гаде, Э. М. Э. Хельстеда, Х. С. Паулли, Х. К. Лумбю, хореография А. Бурнонвиля
- 2009 — «Маргарита и Арман» Ф. Лист, хореография Аштон
- 2009 — «Вертер» Ж. Массне, режиссёр М. Бычков
- 2010 — «Кафе „Сократ“» — «Сократ» Эрика Сати и «Бедный матрос» Д. Мийо, режиссёр А. Ледуховский
- 2010 — «Маленькая смерть. Шесть танцев» на музыку В. А. Моцарта, балетмейстер Й. Килиан
- 2010 — «Сила судьбы» Дж. Верди, режиссёр Г. Исаакян
- 2010 — Затачивая до остроты Вивальди Хореография Йорма Эло
- 2011 — «Русалочка» Л. Ауэрбах, балетмейстер Дж. Ноймайер
- 2011 — «Знакомство с оркестром» Прокофьев Сен-Санс
- 2012 — «Путеводитель по оркестру» Бриттен
- 2012 — «Война и Мир» С. Прокофьев
- 2012 — «Слепые» Л. Ауэрбах
- 2012 — «Песни у колодца» Лангер
- 2013 — «Итальянка в Алжире» Дж. Россини
- 2014 — «Аида» Дж. Верди
- 2014 — «Татьяна» Л. Ауэрбах, балетмейстер Дж. Ноймайер
- 2014 — «Манон» на музыку Массне, балетмейстер К. МакМиллан
- 2014 — «Медея» Л. Керубини, режиссёр А. Титель
- 2016 — «Манон» Ж. Массне, режиссёр А. Жагарс
- 2017 — «Царь Эдип» И. Стравинский и «Замок герцога Синяя Борода» Б. Барток, режиссёр Р. Туминас
- 2017 — «Метаморфозы любви» (триптих) А. Журбин (Мировая премьера), режиссёр Т.Миткалёва
- 2017 — «Сюита в белом» Э.Лало, балетмейстер С. Лифарь (вечер одноактных балетов «Лифарь / Килиан / Форсайт»)
- 2018 — «Макбет» Дж. Верди, режиссёр К. Гинкас
- 2019 — «Прогулка сумасшедшего» (балет: исполнение «Болеро» Равеля) и «Свадебка» Стравинского.
- 2019 — «Отелло» Дж. Верди, режиссёр А.Кончаловский.
- 2019 — «Блум» А. Дворжак, балетмейстер М. Севагин.
- 2021 — «Риголетто» Дж. Верди, режиссёр В. Панков.
- 2023 — «Класс-концерт» на музыку Оффенбаха и Обера, балетмейстер М. Севагин (мировая премьера).
- 2024 — «Отражения» на музыку Ф. Мендельсона, балетмейстер Ю. Посохов.
- 2024 — «Не только любовь» Р. Щедрин, режиссёр Е. Писарев.